# Puchar Narodów Oceanii w Piłce Ręcznej Kobiet 2007
Puchar Narodów Oceanii w piłce ręcznej kobiet 2007 – premierowy turniej kobiecego Pucharu Narodów Oceanii. Odbył się w dniach 25–26 maja 2007 w Auckland w Nowej Zelandii. Wszystkie mecze rozegrane zostały w hali AUT Sport and Fitness Centre. Do turnieju przystąpiły cztery reprezentacje narodowe – Vanuatu, Nowa Kaledonia, Nowa Zelandia oraz Polinezja Francuska. Turniej rozegrano systemem każdy z każdym po jednym meczu, druga i trzecia kolejka spotkań odbyły się w tym samym dniu. Wstęp na wszystkie spotkania był bezpłatny.

## Tabela i wyniki
| Drużyna             | Mecze | Z | R | P | Gole zdobyte | Gole stracone | Gole różnica | Punkty |
| ------------------- | ----- | - | - | - | ------------ | ------------- | ------------ | ------ |
| Nowa Kaledonia      | 3     | 3 | 0 | 0 |              |               |              | 6      |
| Nowa Zelandia       | 3     | 2 | 0 | 1 |              |               |              | 4      |
| Polinezja Francuska | 3     | 1 | 0 | 2 |              |               |              | 2      |
| Vanuatu             | 3     | 0 | 0 | 3 |              |               |              | 0      |

| 25 maja 2007 |                     |         |                     |  |
| 18:30        | Polinezja Francuska | ?? – ?? | Vanuatu             |  |
| 20:30        | Nowa Zelandia       | ?? – ?? | Nowa Kaledonia      |  |
| 26 maja 2007 |                     |         |                     |  |
| 9:30         | Nowa Zelandia       | ?? – ?? | Polinezja Francuska |  |
| 11:30        | Vanuatu             | ?? – ?? | Nowa Kaledonia      |  |
|              |                     |         |                     |  |
| 15:30        | Nowa Kaledonia      | ?? – ?? | Polinezja Francuska |  |
| 17:30        | Nowa Zelandia       | ?? – ?? | Vanuatu             |  |

## Kolejność końcowa
1. Nowa Kaledonia – złoty medal
2. Nowa Zelandia – srebrny medal
3. Polinezja Francuska – brązowy medal
4. Vanuatu